# Зайцев, Василий Николаевич
Василий Николаевич Зайцев (15 [27] марта 1851, Пермь, Пермская губерния, Российская империя — 1931, Москва) — русский и советский военачальник, военный востоковед, исследователь Памира, член Русского географического общества, участник-ветеран туркестанских военных походов в Хивинское (1873) и Кокандске (1876) ханства и многих др. Начальник Ошского уезда (1895—1906), начальник Памирского отряда (1893—1894): «под руководством капитана Зайцева ознаменовалось начало регулярной деятельности на Памире сменных воинских формирований, получивших официальное наименование Памирских отрядов». В. Н. Зайцев составил официальное «Руководство для адъютантов», выдержавшее с 1879 по 1918 год пятнадцать изданий ().

«…на неведомой имперской окраине „сама собою“ родилась книга, особняком стоящая среди всей российской печатной продукции, а возможно и среди мировой. „Руководство для бригадных, полковых и батальонных адъютантов по всем видам их деятельности“, составленное В.Н. Зайцевым и впервые изданное в 1879 году, было „официально рекомендовано“ и стало настольным справочником всех воинских канцелярий, выдержав до 1918 года пятнадцать (!) переизданий…».

## Биография
Василий Зайцев родился 15 марта 1851 года в Перми в семье губернского секретаря. В сентябре 1867 года по завершении курса наук в Пермской военно-начальной школе поступил на службу в 151-й пехотный Пятигорский полк, 1 июля 1870 года был переведён в 11-й Туркестанский линейный батальон.
В начале августа 1870 года был откомандирован в Оренбургское юнкерское училище, и 9 сентября становится юнкером — воспитанником военного училища. С 13 декабря 1871 года — унтер-офицер, с 13 мая 1872 года — портупей-юнкер.
В начале ноября 1872 года Василий Зайцев прикомандировывается к 4-му Туркестанскому линейному батальону. В декабря 1872 произведён в первый офицерский чин прапорщика.
В феврале 1874 году был переведён в 4-й Туркестанский линейный батальон на постоянную службу. В февраля 1876 года становится подпоручиком, «чин присвоили за отличия в делах с кокандцами», с марта 1879 года — поручик на вакансию. В июле 1881 года отправлен в Ташкент для составления и отпечатания истории 4-го батальона и 2-го издания «руководства для адъютантов». В октября 1882 года за отличие по службе произведён в чин штабс-капитана, а в января 1886 года за отличие по службе был произведен в капитаны.
Начальник Памирского отряда с 1893 по 1894 год:

«…весною 1893 года его поощряют самостоятельностью, назначают начальником Сменного памирского отряда, отправленного сменить отряд капитана Кузнецова Поликарпа Алексеевича, первый постоянный Памирский отряд, зимовавший в юртах на урочище Шаджан, 400 вёрст южнее Оша, на высоте 11.700 футов (более 3.500 метров)».— 

«…Россия в лице начальников отряда на Памире (М. Ионов, В. Зайцев, А. Скерский, А. Снесарев, и другие) прилагала большие усилия к улучшению жизни горных таджиков на Памире. По многочисленным ходатайствам отряда жители были освобождены от уплаты непосильных денежных и натуральных сборов в пользу бухарского и русского государства <…> приступили к расширению посевных площадей, приводили в порядок старые и создавали новые каналы <…> началось благоустройство Западного Памира <…> На средства Памирского отряда в Хороге построен канал 5,5 км (существует до сих пор), в Барушане построили канал протяжённостью в несколько километров, построены <…> в Поршневе, Шох-Даре, Бартанге, Гунте и Вахане, получили развитие земледелие и животноводство, количество пахотных земель <…> количество крупного и мелкого рогатого скота <…> завершено строительство колёсной дороги от Памирского до Хорогского постов. <…> налажено строительство вьючных дорог из Хорога в Рушан, <…> пешеходный вьючный мост в Хороге, который до сих пор служит в самой широкой части разлива реки Гунт и даже озеленение края <…> Открылась первая русско-туземная школа для коренных жителей».— 
В 1906 году Василий Николаевич Зайцев «в чине генерал-майора вышел в отставку и занялся научно-общественной работой».

### Ценные описания из истории исторических фотографий

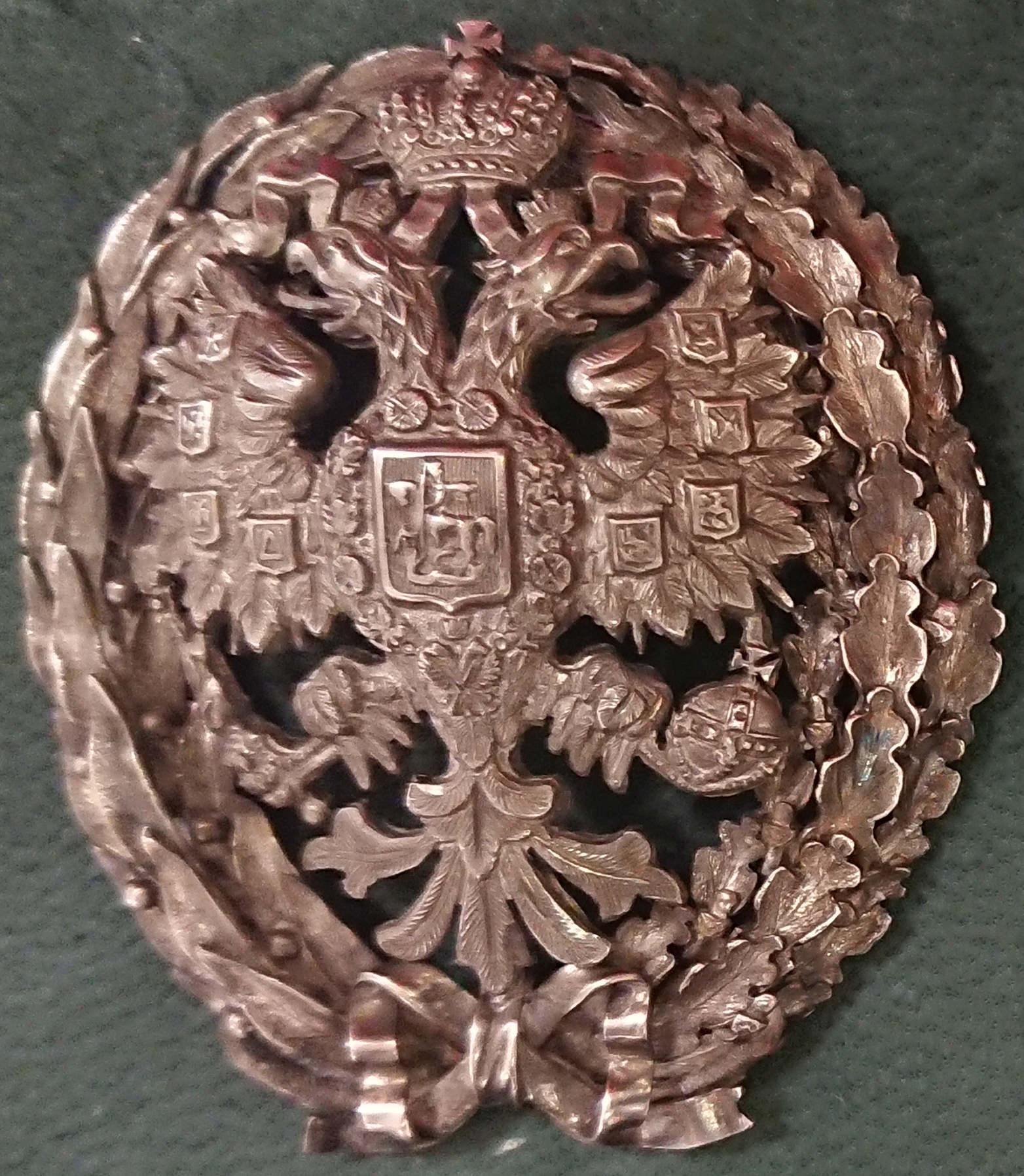
Знак Николаевской академии генерального штаба.

В 53-м номере журнала в статье «Знак Николаевской академии Генерального штаба на форме Красной армии» была впервые опубликована фотография штаба 16-й советской армии, сделанная летом 1919 г. На снимке были запечатлены такие представители дореволюционной и советской военной элиты, <…> крайний слева в первом ряду, Н.М. Вельгорский, до поступления в качестве военного специалиста в РККА отличился на фронтах Первой мировой войны <…> Рядом с Вельгорским на снимке человек, обозначенный в подписи как неизвестный. Автор этого материала показал его внучке выдающегося отечественного военного деятеля генерала А.Е. Снесарева А.А. Комиссаровой (Снесаревой), которая сразу узнала в неизвестном своего прадеда и тестя Снесарева генерал-майора В.Н. Зайцева. <…> А.А. Комиссарова любезно предоставила для публикации снимки генерала Зайцева. Ценность этих снимков подкрепляется тем, что на них изображены многие выдающиеся отечественные военные и государственные деятели, в т. ч. будущие генералы А.Г. Скерский, Д.Г. Щербачев и Н.Н. Юденич. Василий Николаевич Зайцев (1851–1931) был интересной личностью. <…> сотрудничал с Л.Г. Корниловым, А.Н. Куропаткиным, В.Ф. Новицким, Н.Н. Юденичем, Свеном Гедином и другими <…> В годы Первой мировой войны служил военным цензором, сотрудничал с Центральным военно-промышленным комитетом, инспектировал работы по постройке Мурманской железной дороги. Намного менее известна последующая деятельность Зайцева. В послереволюционный период он поступил в РККА <…> в штаб 16-й армии (ранее — Белорусско-Литовская и Западная армия, которыми командовал Снесарев. На обстоятельства его жизни после 1917 г. проливает свет «Отзыв о службе бывшего библиографа Главной военной библиотеки Зайцева В.Н.», датированный 6 ноября 1924 г. <…> Зайцев «со дня февральской революции семь лет служил республике начальником Петроградского военного почтово-телеграфного контрольного бюро (до февраля 1918 г.), председателем Острогожского уездного союза и членом Ц.И.К. увечных войны и труда, а с 26 апреля 1919 г. на Западном фронте, в составе 16й красной армии, на должностях: “Для поручений при командарме”, “помощником инспектора пехоты” (По другим данным эту должность Зайцев занимал с 21 сентября 1919 г.), помощником начальника административного управления штаба (должность пом. нач. админ. управления штаба 16-й армии по организационной и учетной части с 16 декабря 1919 г.) и старшего инспектора полевой РКИ (в распоряжение гл. полевого контроля РКИ переведен «для пользы службы» 4 июня 1920 г.). <…> преподавал на курсах военную администрацию (2 года), имел особые три поручения по сокращению штатов и учету едоков полевого управления армии, давших значительную экономию казне и выполнил в 1919 г. две ответственных командировки на фронте: одну в г. Оршу для разгрузки ж.-д. узла и сокращения тыловых учреждений, а другую — в Минский район и Молодечно, где поезд подвергся нападению польских истребителей, для освобождения вагонов, занятых войсками. Результатами работ было: усиление подвижного состава, ускоренная продвижка транспортов и увеличение числа бойцов на передовой линии» (из архива семьи Снесаревых в Москве). 
По данным на август 1922 г., Зайцев был штатным преподавателем 23-х Могилевских пехотных командных курсов. С 1 ноября 1922 г. он занимал должность библиографа главной военной библиотеки при Военной академии РККА, готовил к изданию систематический каталог библиотеки. Архив Зайцева был передан на государственное хранение представителями семьи Снесаревых и ныне находится в Институте восточных рукописей РАН (ИВР РАН) в Санкт-Петербурге.

## Член научных сообществ
- действительный член Русского географического общества востоковедов,
- член общества любителей естествознания, антропологии и этнографии[1][2].

## Хроника боевых действий и события на основе послужного списка 1895 года
«Василий Зайцев участвовал в составе военной экспедиции войск Российской империи в Туркестанском крае, действовавших против Хивинского ханства с 4 марта по 12 октября 1873 года.
С 4 марта по 24 апреля участвовал в боевых операциях под руководством командующего войсками Туркестанского военного округа, направленных против Хивы, генерал-адъютанта Константина фон Кауфмана (1818–1882) на Аристан-бель-Кудук до соединения с Казалинской колонной у последнего пункта.
1 мая участвовал в составе всего отряда от Хала-ата до реки Амударья в разгроме неприятельского нападения на лагерь при колодцах Адам-Карылган, в ночной перестрелке с неприятелем в ночь с 10 на 11 мая; в уничтожении неприятельского скопища в 3500 человек 11 мая в окрестностях урочища Уч-Учак; 11 мая — в прибытии Туркестанского отряда на берега реки Амударья; в направлении от пункта выхода отряда на Амударью к городу Хива, 17 мая — артиллерийский бой у переправы близ Шейх-арыка, с 18 по 22 мая — в переправе отряда у Шейх-арыка через реку Амударья; 22 мая — усиленная фуражировка в окрестностях селения Янгибазар; 23 мая — в перестрелке в садах крепости Хазарасп и взятие этой крепости; 29 мая — во взятии столицы ханства Хивы; с 12 августа — в возвращении войск отряда из Хивинского похода до момента прибытия 12 октября в пункты постоянного их расположения в Туркестанском крае.
С 8 августа по 28 октября 1875 года Зайцев участвовал в Кокандском походе под руководством Константина фон Кауфмана.
8 августа Василий Николаевич участвовал в сборе Ташкентского отряда на реке Чирчик, 12 августа — в наступлении на Ходжент, в соединении с отрядом генерала Головачёва на станции Уральской; 18 августа — в сборе войск в Ходженте для наступления против бывшего Кокандского ханства; 20 августа — в наступлении из Ходжента на Обхурак; 21 августа — в перемещении от Обхурака к Каракчикуму и в битве у этого селения; 22 августа — в перемещении от Каракчикума к Махраму и тогда же в битве с огромным скопищем под Махрамом и штурме крепости Махрам; 29 августа — во взятии города Коканд; 7 сентября — во взятии города Маргелан; 10 сентября — в поиске флигель-адъютанта полковника (затем генерал-адъютанта) Михаила Скобелева (1843–1882) из-под Маргелана к городу Ош и преследование Автобачи; 28 сентября — в движении отряда свиты Его Величества генерал-майора Троцкого на Андижан из-под Намангана; 1 октября — в бою под Андижаном и временном взятии его; 28 октября — возвращение в свои места и районы расположения штаба (штаб-квартиры).
В 1876 году Зайцев под командованием генерал-лейтенанта Герасима Колпаковского (1819–1896) принимал активное участие во взятии Кокандского ханства российскими войсками (23 января — 26 апреля 1876 года).
В октябре 1875 года при штурме города Андижан Василий Николаевич был ранен насквозь в бедро левой ноги ружейной пулей.

В 1876 году с 14 ноября по 31 декабря, согласно распоряжению высшего командования, Зайцев находился в командировке. Сопровождал Кашгарское посольство от Кашгарской границы до города Ташкент и обратно».

## Награды
- Орден Святой Анны 4-й степени с надписью «за храбрость» (1874 — за отличие в сражении с хивинцами),
- Орден Святой Анны 3-й степени с мечами и бантом (1876 — за штурм города Андижан),
- Орден Святого Станислава 3-й степени с мечами и бантом (1874 — за Хивинский поход),
- Орден Святого Станислава 2-й степени (1891),
- Серебряная медаль на георгиевско-владимирской ленте (1874 — в память Хивинского похода в 1873 г.),
- Бронзовая медаль на георгиевско-владимирской ленте (1876 — за Кокандский поход в 1875—1876 гг.)[2][5].

## Семья
- Отец — Николай Зайцев, губернский секретарь Пермской губернии[2][5].
- Жена — Ольга Александровна Зайцева (в девичестве Седякина; отец — Александр Седякин, войсковой старшина Оренбургского казачьего войска)[2][5].
- Дочь: Евгения Васильевна Снесарева (в девичестве Зайцева; 07.05.1885—1940, Москва)[5]. Муж Андрей Евгеньевич Снесарев[к. 10][1][2].

## Сочинения
- Зайцев, Василий Николаевич. Руководство для бригадных, полковых и батальонных адъютантов по всем видам их деятельности: С 8 прил. и 82 формами / Сост. адъютантом 4 Туркест. линейного батальона В. Н. Зайцевым. — Санкт-Петербург: «Обществ. польза», 1879. — 426 с. Загл. во 2-м изд.: «Руководство для полковых и батальонных адъютантов по всем видам их деятельности и для начальников команд». Российская государственная библиотека.
- Зайцев, Василий Николаевич. Руководство для адъютантов / В. Н. Зайцев. — 4-е, соверш. перераб. и доп. всеми законоположениями, объявл. по 15 мая 1890 г. — Казань, 1890. — 897 с. тип. Имп. ун-та, 1890. Загл. в 1-м изд. в 1879 году: «Руководство для бригадных, полковых и батальонных адъютантов по всем видам их деятельности». Российская государственная библиотека.
- Зайцев, Василий Николаевич. Руководство для адъютантов / В. Н. Зайцев. — 15-е  изд., испр. и доп. всеми изм., объявл. в газ. "Армия и флот свободной России" по 1 ноября 1917 г. И. Защук. — Санкт-Петербург: В. Березовский, 1918. — 475 с. Загл. в 1-м изд. в 1879 году: «Руководство для бригадных, полковых и батальонных адъютантов по всем видам их деятельности». Российская государственная библиотека.

- Зайцев, Василий Николаевич. История 4-го Туркестанского линейного батальона, с картой, за период с 1771 по 1882 год, как материал к описанию движения русских в Среднюю Азию = Исторiя 4-го Туркестанскаго линейнаго баталiона, с картой, за периодъ съ 1771 по 1882 годъ, какъ матерiалъ къ описанiю движенiя русскихъ въ Среднюю Азiю / Сост. поручиком В. Н. Зайцевым. — Ташкент: [скл. изд. у авт.], 1882. — 283 с. Российская государственная библиотека:

…поручик В.Н. Зайцев отмечает, что батальон <…> второе столетие своего существования, до сих пор «не имеет никаких данных о прошлом, которое по преданиям было крайне интересным и составило бы хороший предмет по боевому воспитанию современных борцов на окраине». «Желание познакомить чинов батальона с его боевой жизнью в походах от г. Оренбурга до настоящего места квартирования, близ китайской границы в г. Ош Ферганской области, дало мне мысль приступить к выборкам из трудно достававшихся источников и материалов по составлению истории». <…> включает события с 1839 по 1865 гг. описание участия батальона в Хивинском походе 1839-1840 гг., столкновениях с киргизами, сражении при Кум-суате, взятие крепостей Яны-Курган и Дин-Курган, взятие г. Туркестан, и, наконец, взятие Ташкента в июне 1865 года и основание русского Ташкента <…> охватывает 1865-1882 гг. <…> взятие Джизака в 1866 году, сражение под Самаркандом на Чупанатинских высотах, Хивинская экспедиция в 1873 году, штурм Андижана в 1873 году, покорение Кокандского ханства в 1875-1876 гг., а также участие в экспедициях в Алайские горы до кашгарской границы в 1876, 1877 и 1878 гг. <…> включают списки командиров батальона и офицеров, служивших с 1839 по 1882 гг. 

### Комментарии
1. ↑  «…служит в чине младшего командного состава унтер-офицером»[2].
2. ↑  «…за успехи в учёбе ему было присвоено звание портупей-юнкер»[2].
3. ↑  «…с этого момента начался отсчёт службы Зайцева в Русском Туркестане»[2].
4. ↑  «Отряд капитана Зайцева также благополучно перезимовав, был сменён отрядом капитана Генерального штаба Александра Генриховича Скерского»[1].
5. ↑  «Ганин А. Знак Николаевской академии Генерального штаба на форме Красной армии // Старый Цейхгауз. 2013. № 3 (53). С. 40–43»[3].
6. ↑  «Минаков С.Т. Советская военная элита 20-х годов (состав, эволюция, социокультурные особенности и политическая роль). Орел, 2000. С. 297–303; Зданович А. «Теплая компания» «красного Бонапарта». Был ли заговор военных в 1923 году? // Родина. 2008. № 12»[3].
7. ↑  «Басханов М.К. Русские военные востоковеды до 1917 года: Биобиблиографический словарь. М., 2005. С. 87–88»[3].
8. ↑  «Ганин А.В. Смоленский дневник Снесарева // Родина. 2013. № 9. С. 115–119»[3].
9. ↑  «…командировался в Воронежскую губернию для определения пунктов закупки лошадей (26.04–10.05.1919), …в Минский район для учета и освобождения вагонов, занятых войсками (15–27.05.1919), …в Оршу председателем комиссии для проверки тыловых частей и разгрузки железнодорожного узла (08–17.08.1919), командировался из Могилева в Смоленск для доклада результатов работы как председателя по учету едоков всех учреждений полевого управления армии (31.08–07.09.1919), командировался в Новозыбков представителем от административного управления при начальнике оперативного управления (03–26.03.1920), в мае 1920 г. состоял председателем приемочной комиссии при ликвидации Гомельского укрепрайона»[3].
10. ↑  «…был тестем А. Снесарева»[1].